# Kiyomi Niwata
Kiyomi Niwata (jap. 庭田 清美, Niwata Kiyomi; * 10. Dezember 1970 in Ushiku, Präfektur Ibaraki) ist eine ehemalige japanische Triathletin. Sie ist dreifache Olympiateilnehmerin (2000, 2004 und 2008), Staatsmeisterin Triathlon (2003), Aquathlon-Asienmeisterin und Triathlon-Ozeanien-Meisterin 2009 sowie eine der routiniertesten Triathlon-Pioniere.

## Werdegang
1994 startete bei ihrem ersten Triathlon.

### Profi-Triathletin seit 1997
Im Juli 1997 holte sie sich in Gamagori mit dem zweiten Rang in der Elite-Klasse ihre erste Medaille im ITU Triathlon World Cup.
Kiyomi Niwata und die Deutsche Anja Dittmer sind die einzigen Triathletinnen, die an den ersten drei olympischen Triathlon-Bewerben teilgenommen haben. In Sydney und Athen wurde Niwata 14. und zuletzt 2008 in Peking Neunte.
Im Jahr 2003 gewann sie die japanische Triathlon-Meisterschaft. 2005 wurde sie Vierte bei der Weltmeisterschaft Aquathlon und 2008 konnte sie die Asien-Meisterschaft gewinnen. In den 14 Jahren von 1997 bis 2010 nahm Niwata an 99 ITU-Wettkämpfen teil, hält damit einen Weltrekord und sie erreichte dabei 39 Top-Ten-Plätze.

### Olympische Spiele 2008
Bei den Olympischen Spielen belegte sie im August 2008 in Peking den neunten Rang.
Im Jahr 2010 zählte sie mit 39 Jahren immer noch ungebrochen zur Weltspitze. Sie gewann gleichsam ihren Heim-Weltcup in Ishigaki und bestritt zusammen mit Ai Ueda als japanische Elite-Triathletin die Weltmeisterschaftsserie.
2011 wurde sie Asien-Meisterin Triathlon. Niwatas Trainer war der US-Amerikaner Col Stewart. Sie lebt in Chiba, in der Nähe von Tokio. Seit 2016 tritt Kiyomi Niwata nicht mehr international in Erscheinung.

## Sportliche Erfolge
| Datum/Jahr    | Rang | Wettbewerb                           | Austragungsort | Zeit     | Bemerkung                                                     |
| ------------- | ---- | ------------------------------------ | -------------- | -------- | ------------------------------------------------------------- |
| 10. Juli 2016 | 3    | NTT ASTC Sprint Triathlon Asian Cup  | Osaka          | 01:04:44 |                                                               |
| 11. Okt. 2015 | 15   | JPN Triathlon National Championships | Daiba          | 02:05:41 |                                                               |
| 26. Okt. 2014 | 5    | JPN Triathlon National Championships | Daiba          | 02:00:37 |                                                               |
| 7. Apr. 2012  | 4    | ASTC Asien-Meisterschaft Triathlon   | Tateyama       | 01:49:33 |                                                               |
| 23. Sep. 2011 | 1    | ASTC Asien-Meisterschaft Triathlon   | Yilan          | 02:11:48 |                                                               |
| 25. Apr. 2010 | 1    | ITU Triathlon World Cup              | Ishigaki       | 02:07:21 |                                                               |
| 1. März 2009  | 1    | OTU Triathlon Oceania Championships  | Gold Coast     | 02:00:45 | Siegerin neben dem Australier Brad Kahlefeldt bei den Männern |
| 18. Aug. 2008 | 9    | Olympische Spiele 2008               | Peking         | 02:00:50 |                                                               |
| 2. Mai 2008   | 2    | ASTC Asien-Meisterschaft Triathlon   | Guangzhou      |          |                                                               |
| 1. Juni 2007  | 4    | ASTC Asien-Meisterschaft Triathlon   | Tongyeong      | 02:05:42 |                                                               |
| 2. Juli 2005  | 11   | ASTC Asien-Meisterschaft Triathlon   | Singapur       |          |                                                               |
| 25. Aug. 2004 | 14   | Olympische Spiele 2004               | Athen          | 02:07:42 |                                                               |
| 2003          | 1    | JPN Triathlon National Championships | Japan          |          |                                                               |
| 2000          | 14   | Olympische Spiele 2000               | Sydney         | 02:03:53 | als beste Japanerin                                           |
| 11. Juli 1999 | 4    | ASTC Asien-Meisterschaft Triathlon   | Sokcho         | 02:08:13 |                                                               |
| 6. Juli 1997  | 2    | ITU Triathlon World Cup              | Gamagori       | 02:04:07 |                                                               |

| Datum/Jahr    | Rang | Wettbewerb                  | Austragungsort | Zeit     | Bemerkung                                   |
| ------------- | ---- | --------------------------- | -------------- | -------- | ------------------------------------------- |
| 8. Juni 2014  | 2    | Ironman 70.3 Cairns         | Cairns         | 04:28:48 |                                             |
| 15. Sep. 2013 | 2    | Ironman 70.3 Sunshine Coast | Sunshine Coast | 04:24:17 | Zweite bei der Erstaustragung in Queensland |
| 9. Juni 2013  | 3    | Ironman 70.3 Cairns         | Cairns         |          |                                             |

| Datum/Jahr    | Rang | Wettbewerb                         | Austragungsort | Zeit     | Bemerkung                                                                     |
| ------------- | ---- | ---------------------------------- | -------------- | -------- | ----------------------------------------------------------------------------- |
| 16. Nov. 2008 | 1    | ASTC Aquathlon Asian Championships | Hongkong       | 00:31:49 |                                                                               |
| 8. Sep. 2005  | 4    | ITU Aquathlon World Championship   | Gamagōri       | 00:30:29 | Aquathlon-Weltmeisterschaft (2,5 km Laufen, 1 km Schwimmen und 2,5 km Laufen) |

(DNF – Did Not Finish)